# David Legler
David Legler (* 16. Juli 1849 in Rüti; † 18. Oktober 1920 in Glarus, reformiert, heimatberechtigt in Diesbach und Glarus) war ein Schweizer Politiker (DP).

## Biografie
David Legler wurde am 16. Juli 1849 in Rüti als Sohn des Landwirts Thomas Legler geboren. Nach dem Besuch des Gymnasiums in Frauenfeld absolvierte David Legler zwischen 1868 und 1871 ein Studium der Rechte an den Universitäten Zürich, München, Genf und Bern. In der Folge war er als Rechtsanwalt in Glarus tätig. Daneben wirkte er ab 1866 bei verschiedenen Glarner Zeitungen als Redakteur. Überdies ging die Bierbrauerei Mühlehorn zeitweilig in seinen Besitz über.
David Legler heiratete im Jahr 1883 Verena, die Tochter des Landwirts Jakob Weber. Er verstarb am 18. Oktober 1920 drei Monate nach Vollendung seines 71. Lebensjahres in Glarus.

## Politische Laufbahn
Als Mitglied der Demokratischen Partei fungierte David Legler zunächst 1871 als öffentlicher Verteidiger. Im Anschluss wirkte er von 1872 bis 1877 als Verhörrichter. In den Jahren 1905 bis 1907 amtierte er als Obergerichtspräsident. Auf kantonspolitischer Ebene vertrat er seine Partei zuerst von 1875 bis 1881 sowie 1885 bis 1887 im Glarner Landrat, anschliessend von 1890 bis 1904 als Vorsteher des Militär- und Polizeidepartements sowie 1907 bis 1920 als Vorsteher des Baudepartements im Regierungsrat. Darüber hinaus nahm er für den Kanton von 1904 bis 1914 Einsitz in den Nationalrat, darauffolgend bis 1920 in den Ständerat. Der führende Grütlianer, der als Vertreter der Demokratischen und Arbeiterpartei agierte, gehörte in der Bundesversammlung der sozial-politischen Gruppe an. Zudem gründete Legler im Jahr 1884 die Tageszeitung Glarner Nachrichten, die er in den Dienst der demokratischen Partei stellte.
Leglers Einsatz galt der Erweiterung der Volksrechte, der Einführung des Proporzwahlrechts sowie dem Ausbau der Sozialwerke. Er war ein Kritiker des Schweizerischen Nationalparks und kritisierte es als ein "Unding", dass vom vorgeschlagenen Park insbesondere Raubtiere profitieren würden.